# 第三の選択
『第三の選択』（だいさんのせんたく、英語：Alternative 3）とは、1977年にイギリスのテレビ局アングリア・テレビジョンが製作し、1977年6月20日に放送されたドキュメンタリー風ドラマ番組である。日本ではフジテレビが1978年4月に放送し、日本テレビでも矢追純一UFOシリーズのひとつとして1982年1月の『木曜スペシャル』で放送された。

## ストーリー
科学番組「サイエンス・リポート」はイギリスから優秀な科学者や技術者らが相次いで国外移住しているという「頭脳流出問題」を取材する中、彼らの一部が行方不明になっているという事に気付く。また別の取材で、自動車事故で亡くなったジョドレルバンク天文台のバランタイン博士が事故の前日に新聞社にビデオテープを送っていた事を知るが、入手したテープを再生しても映像は出てこない。
番組では地球全体の異常気象についてケンブリッジ大学のガーシュタイン博士（演：リチャード・マーナー）に尋ねたところ、政府との間で環境問題に関する秘密会議が行われ、3種類の選択が話し合われた事を伝えられる。その後、バランタイン博士を知る元アポロ飛行士のボブ・グローディン（演：ショーン・ライマー）を訪ね、月面ではアポロ飛行士にも知らされていなかったソ連絡みの計画が行われていた事を示唆される。改めてガーシュタイン博士を訪ねたところ、環境汚染による地球温暖化で将来地球に人間が住めなくなることが確実となり、1957年の会議で3つの選択肢が検討された事を教えられた。会議では人口と消費の抑制は不可能と判断され、選ばれた優秀な人々だけを月面基地を経て火星へ移住させるという「第3の選択肢」が選ばれた。以後、米ソ両政府が協力して実行に移されつつあるという。
その後番組に情報提供があり、NASAが使っているビデオテープの暗号解読装置を入手できた。これを使ってバランタイン博士のテープを再生したところ、1962年5月22日（マリナー4号が初めて火星の情報を地球に送る2年前）に行われたという米ソ共同の無人探査機（探査機自体は比較的近傍の有人宇宙船からの無線でコントロールされている様子がうかがえた）による初の火星着陸の様子が映っていた。火星には十分な濃度の空気もあり、地中で何らかの生物が動いているところで映像は終わっていた。

## 番組の実態
この番組は制作者によってドキュメンタリー風に構成された、いわゆるモキュメンタリー（フェイク・ドキュメンタリー、偽ドキュメンタリー）であり、進行役のティム・ブリントン以外は、番組レポーターも含めて全て俳優が演じる人物である。当時アングリア・テレビジョンが毎週制作していた「サイエンス・リポート」が1977年4月1日で最終回を迎えることから、制作陣はエイプリル・フール向けの嘘ドキュメンタリーを最終回とすることにした。番組の最後に登場人物の配役や「4月1日」というキャプションが流れることからエイプリルフール向けのフィクションであることが判るようになっていたが、アングリア・テレビジョンは4月1日の放送枠を確保することができず、6月になってからようやく放送された。放送直後から視聴者の電話がアングリア・テレビジョンに殺到した。
翌1978年には、この番組の脚本を基にした小説版「第三の選択」をレスリー・ワトキンス（Leslie Watkins）が著してSphere Books Ltd,より出版している。小説版では、「滅びに向かう地球から安全な新天地の火星へ移住する」という極秘の触れ込みで選ばれた僅かなエリート層の人間が火星に移住するが、それとは別に地球から無理矢理拉致された数多くの一般市民が、隔離された地球外環境で「部品」または「一括託送貨物」と呼ばれて実質的に奴隷的境遇に置かれるという衝撃的な内容である。また、第1の選択肢は成層圏で核爆弾を爆発させ、汚染を宇宙へと逃がす。第2の選択肢は地下に都市を築いて選ばれた人類のみが移住するとされている。1981年には梶野修平が訳した日本語版が『第3の選択―米ソ宇宙開発の陰謀』の題でたま出版から出版されている。たま出版ではその後、内容が直接関係しない本にも題に「第3の選択」を入れて出版している。2007年10月にはDVDも発売されている。
日本ではフジテレビが1978年4月6日木曜の帯番組が無い23時55分から放送した。新聞のテレビ欄では『地球滅亡の危機！「ロンドンTVパニック」』と題されている。4月15日の読売新聞読者によるテレビ感想欄である「放送塔」には、番組を見て衝撃を受けた旨の感想とフジテレビ編成部による回答が載せられている。回答によると、番組の終わりに4月1日にロンドンで放送された旨の断りを入れてあったものの、局に問い合わせが殺到したという。
1982年1月21日木曜ゴールデンタイムには、日本テレビの『UFOと米ソ宇宙開発の陰謀!人類火星移送計画が極秘裡にすすめられている!?』と題した特別番組の中で放送された。読売新聞の番組紹介では「BBCが製作放送した科学ドキュメンタリー」と虚偽の説明がされている。構成・脚本・演出は『木曜スペシャル』企画の一つ「矢追純一UFOシリーズ」の矢追純一、司会は小林完吾（当時：日本テレビアナウンサー）、ナレーターは矢島正明。

## 陰謀論
アポロ計画に「ボブ・グローディン」（Bob Grodin）なる宇宙飛行士が存在しない事からもこの番組がフィクションである事は明らかだが、「全てがフィクション」という意見に対して、陰謀論者は疑問の声を挙げている。
日本語版『第三の選択』の訳者である梶野修平は、放送当時の現職下院議員でもあるティム・ブリントンが政治生命を危うくする様なでっちあげに加担し、真面目な顔で視聴者を欺くだろうかと疑問を呈している。
この番組をドキュメント番組であるかのように紹介した日本テレビの矢追純一は、フィクションであるという指摘が行われても、（取材中に製作者との会話で見られた何かに怯えたような反応や放送後に匿名の人物から来たという不可解な電話等のエピソードから）「（真の情報提供者を守るためにも）フィクションという形でしか発表できなかった」と解釈し、番組の内容は（フィクションを装った）ノンフィクションであるという趣旨の発言を行っている。
政府と宇宙人との密約説を唱えるミルトン・ウィリアム・クーパーは、この番組の内容を事実であるとしてアメリカ政府を糾弾している。

## 関連書籍
- Leslie Watkins 『ALTERNATIVE 3』 Sphere Books (1978) ISBN 0722111452
  - レスリー・ワトキンズ、ディビッド・アンブローズ、クリフトファー・マイルズ（著） 梶野 修平（翻訳） 『第3の選択―米ソ宇宙開発の陰謀』 たま出版 (1981-07) ISBN 4884810686
- Barkun, Michael. Culture of Conspiracy: Apocalyptic Visions in Contemporary America. ISBN 0-520-23805-2